# János Zichy

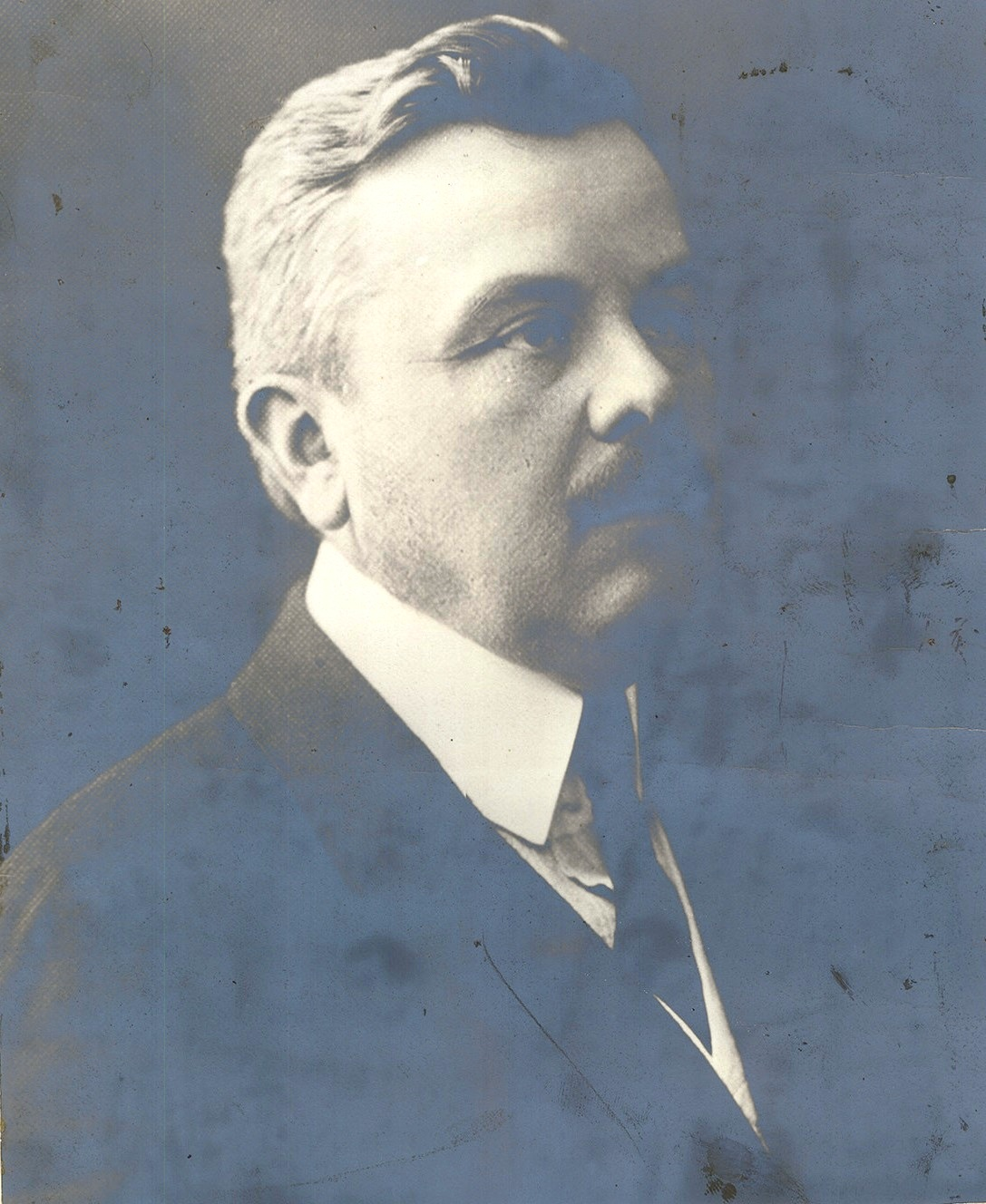
Graaf János Zichy

Graaf János Zichy de Zich et Vásonkeő (Nagyláng, 30 mei 1868 - Nagyláng, 6 januari 1944) was een Hongaars politicus, die minister van Godsdienst en Onderwijs was van 1910 tot 1913 en in 1918.
Hij stamde uit het adelsgeslacht Zichy en werd lid van het Magnatenhuis in 1894. Hij was lange tijd voorzitter van de Katholieke Volkspartij, maar nam ontslag in 1903. In 1906 werd hij dan weer lid van de Nationale Grondwetpartij en na 1910 van de Nationale Arbeidspartij. Van 1910 tot 1913 was hij minister van Godsdienst en Onderwijs in de regering-Khuen-Héderváry II en -Lukács en nogmaals in 1918 in de regering-Wekerle III.
Ten tijde van de Hongaarse Radenrepubliek was hij betrokken bij de werkzaamheden die tegen het communistische regime waren gekant. In 1922 werd hij lid van de Landdag. Als legitimistisch politicus was hij voorstander van de terugkeer de Habsburgse keizer als koning van Hongarije en richtte hij de legitimistische partij KGSzP (Christelijke Economische en Sociale Partij) op. Hij was lid van de Hongaarse Academie van Wetenschappen.
Hij was de neef van Aladár Zichy.